# Ranma ½: Battle Renaissance
Ranma ½: Battle Renaissance (らんま½ バトルルネッサンス?, Ranma ½ batoru runessansu) è un videogioco picchiaduro in 3D pubblicato per PlayStation nel 1996. È basato sui personaggi dell'anime e manga Ranma ½, creati da Rumiko Takahashi.
Il gioco dispone di due modalità di gioco: la modalità "storia" in cui la trama del gioco è differente a seconda del personaggio che si sceglie, o la modalità "incontro" in cui si può giocare uno o più giocatori scegliendo il proprio personaggio fra quelli selezionabili. Il personaggio di Rouge non è selezionabile dall'inizio ed è l'ultimo avversario contro cui si scontrano tutti i personaggi.

## Personaggi
- Ranma Saotome
- Ryoga Hibiki
- Shampoo
- Akane Tendo
- Genma Saotome
- Tatewaki Kuno
- Ryuu Kumon
- Happosai
- Rouge